# Land Rover Discovery Sport
Le Land Rover Discovery Sport est un SUV produit par le constructeur de véhicules tout-terrain britannique Land Rover depuis 2015. Il remplace le Freelander et s'intègre dans la nouvelle famille Discovery.
Premier membre de cette famille, le Discovery Sport est présenté comme le SUV compact premium le plus polyvalent du monde. En effet, celui-ci propose, en option, un agencement de 5+2 sièges sur une plateforme d'un SUV cinq places.

## Motorisations
Début 2015, il est commercialisé avec des quatre-cylindres essence et diesel, associés à une transmission intégrale, qui ont été suivis par un frugal turbodiesel ED4 (deux roues motrices et 119 g/km de CO2) et une version Hybride Flexfuel MHEV.
Au moins, le 2.0 L TD4 180 ch apparaît en juillet 2015 pour remplacer le SD4 190 ch en se montrant bien plus économique à l'usage et au moment du paiement du malus écologique.

## Phase 2

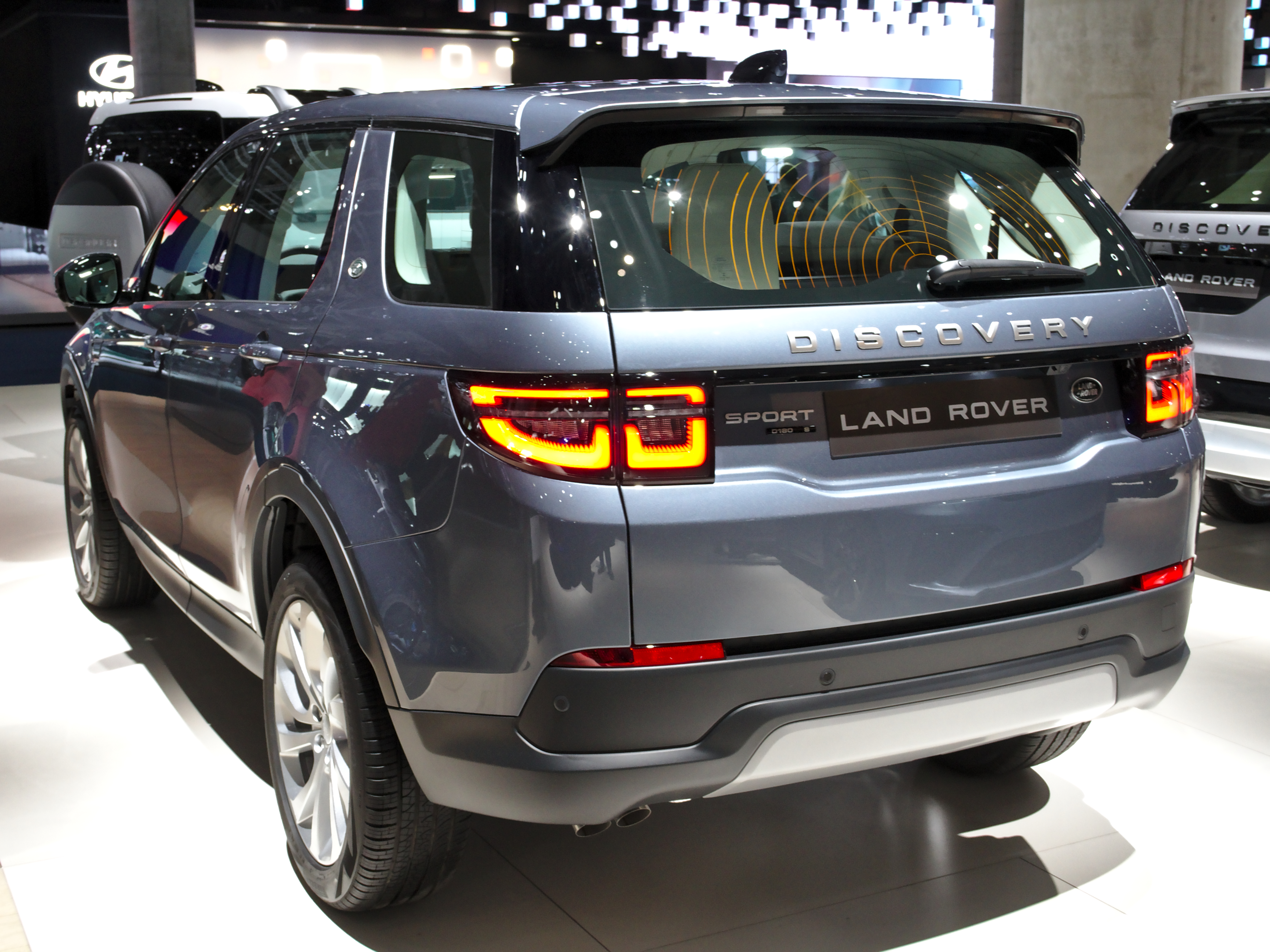
Land Rover Discovery Sport

En mai 2019, Land Rover opère un restylage sur son Discovery Sport. Les phares avant et arrière ont été remaniés. La calandre avant a été redessinée.
À l'intérieur la planche de bord a été entièrement revue. Elle adopte un nouvel écran tactile déjà vu sur le nouvel Evoque. Les compteurs deviennent numériques.
Au niveau des moteurs, ils adoptent tous une micro-hybridation afin de diminuer les rejets de CO2. Une version hybride rechargeable, équipée d'un bloc 3 cylindres essence, est désormais commercialisée.